# FK Jerevan
FC Jerevan eller FK Jerevan eller FA Jerewan är en fotbollsklubb från Jerevan, Armenien. 

## Titlar
- Armeniska fotbollsligan: 1
1997; [1]

## Placering tidigare säsonger
1995–1999
| Säsong    | Nivå | Liga           | Placering | Referens |
| --------- | ---- | -------------- | --------- | -------- |
| 1995/1996 | 1    | Premier League | 3         | [ 2 ]    |
| 1996/1997 | 1    | Premier League | 3         | [ 3 ]    |
| 1997      | 1    | Premier League | 1         | [ 4 ]    |
| 1998      | 1    | Premier League | 3         | [ 5 ]    |
| 1999      | 1    | Premier League | 5         | [ 6 ]    |

Sedan 2018 (ombildad)
| Säsong    | Nivå | Liga           | Placering | Referens |
| --------- | ---- | -------------- | --------- | -------- |
| 2018/2019 | 2    | 1. liga        | 2         | [ 7 ]    |
| 2019/2020 | 1    | Premier League | X         | [ 8 ]    |

## Färger
1995–2000
| Jerevan | Jerevan |

Sedan 2018
| Erewan | Erewan |

### Trikåer
|  | 1995–2000 (Hemmakit) | 1995–2000 (Bortaställ) | sedan 2018 (Hemmakit) | sedan 2018 (Bortaställ) |